# 阿德里安·阿瓦迪亚
阿德里安·阿瓦迪亚·加西亚（西班牙語：Adrián Abadía García，2002年4月5日—），西班牙男子跳水运动员，2024年跳水大奖赛罗斯托克站男子双人3米跳板银牌得主和男子3米跳板铜牌得主、2024年世界游泳锦标赛男子双人3米跳板铜牌得主。